# کسمس کاداتوس
کسمس کاداتوس (نام علمی: Cosmos caudatus) نام یک گونه از سرده شاه اشرفی است.